# Колтер (Ајова)
Колтер (енгл. Coulter) град је у америчкој савезној држави Ајова. По попису становништва из 2010. у њему је живело 281 становника.

## Демографија
Према попису становништва из 2010. у граду је живело 281 становника, што је 19 (7,3%) становника више него 2000. године.
| Група             | 2000.       | 2010.       |
| Белци             | 251 (95,8%) | 237 (84,3%) |
| Афроамериканци    | 0 (0,0%)    | 1 (0,4%)    |
| Азијати           | 0 (0,0%)    | 0 (0,0%)    |
| Хиспаноамериканци | 11 (4,2%)   | 42 (14,9%)  |
| Укупно            | 262         | 281         |